# 慶応工学会
一般財団法人慶応工学会（けいおうこうがくかい）は、慶應義塾大学と産業界・研究機関とのパイプ役として日本の科学技術の発展に寄与することを目的として昭和37年9月に法人化された財団法人。

## 概要
太平洋戦争（大東亜戦争）により手痛い戦禍を蒙った慶應義塾大学工学部への援助を目的に、産業界で活躍する慶應義塾大学出身者の支援によって昭和23年に設立され、戦後の工学部の再興に貢献した「慶應工業会」がその前身である。初代会長には塾長奥井復太郎が就任、顧問として藤原銀次郎、小泉信三が迎えられた。昭和37年9月に文部省の認可を受けて「財団法人慶応工学会」となり、初代会長（理事長）は稲垣平太郎（日本ゼオン社長）が務め、多くの賛助企業によってその活動が支えられている。これまで同会の国際交流事業を通じて1500名を超える若手研究者、大学院学生たちが自身の研究成果を発表するため海外に渡っている。また、石川六郎など慶應義塾大学出身者以外の研究者が理事に就くこともある。

## 事業内容
- 学事振興事業…理工学系の大学・研究機関に所属する研究者に対する研究費の援助、大学院生の国内学会出張費の援助、研究者が主催するシンポジウム等の研究会合開催費の援助、産官学連携等によるセミナー開催等

- 国際交流事業…海外より理工学系の研究者を招聘し、講演、共同研究等を行う経費の援助、理工学系の大学研究者が国際学会で研究発表するための出張渡航費の援助等

- 育英奨学事業…全国の理工学系大学院の学生で、研究意欲が旺盛で、今後、優れた研究業績が期待できそうな人物、優秀な者への給費助成、学業成績が優秀で、かつ生活困窮している者への一部援助、学業成績・人物ともに特に優秀な者を大学卒業時に表彰等

- 研究推進事業…研究委託者(企業等)と大学、研究担当者との間に立ち、受託者として契約の締結や研究費に関わる支払業務等を行う委託研究事業、研究成果の実用化・事業化等を目指すための産官学等によるフォーラムの設定、その運営支援等

- 学術普及事業…科学技術に関わる講習会の開催、その受託支援、科学技術の振興・普及に寄与する団体、機関等の要請に応じての一部業務の受託代行等

## 役員
顧問
- 鳥居泰彦：元慶應義塾長
- 安西祐一郎：元慶應義塾長･慶應義塾大学理工学部教授
- 清家篤：前慶應義塾長
- 長谷山彰：慶應義塾長

名誉会長
- 椎名武雄：日本アイ・ビー・エム株式会社名誉相談役

理事長
- 北城恪太郎：日本アイ・ビー・エム株式会社名誉相談役

常任理事
- 石井宏治：株式会社石井鐵工所代表取締役社長
- 西山繁：慶應義塾大学理工学部名誉教授
- 村上俊之：慶應義塾大学理工学部教授

理事8名、監事2名、評議員19名